# Avril Lavigne (album)
Avril Lavigne là album phòng thu thứ năm cùng tên của ca sĩ-nhạc sĩ người Canada Avril Lavigne, phát hành ngày 1 tháng 11 năm 2013 bởi Sony Music Entertainment (Toàn cầu) và Epic Records (Mỹ). Album đã được lên kế hoạch sản xuất chỉ sau một thời gian ngắn phát hành album gần nhất, Goodbye Lullaby (2011). Lavigne đã hợp tác với nhiều nhà sản xuất bao gồm Martin Johnson của Boys Like Girls, Peter Svensson, David Hodges, Matt Squire và Chad Kroeger của Nickelback. Trên cả hai khía cạnh âm nhạc và nội dung bài hát, album đại diện cho một sự khởi đầu mới so với các sản phẩm trước đây của cô, trong đó mang nhiều âm thanh pop hơn và lạc quan hơn. Đây là một album mang đậm phong cách pop rock, "Avril Lavigne" cũng kết hợp với nhiều thể loại khác nhau như nhạc điện tử và punk rock. Album này có sự tham gia hợp tác từ chồng của Avril Lavigne là Chad Kroeger và ca sĩ người Mỹ Marilyn Manson.
Album đa phần nhận được những đánh giá tích cực từ giới phê bình, ca ngợi sự vô tư, rung cảm của nó, cũng như gọi đây là một trong những album hay nhất của nữ ca sĩ. Tuy nhiên, một số khác lại chỉ trích thái độ "nổi loạn" trong một số bài hát, gọi đó là gượng ép và không tự nhiên. Avril Lavigne ra mắt ở vị trí thứ 5 trên bảng xếp hạng Billboard 200 khi bán được 44.000 bản trong tuần đầu tiên phát hành. Đây là album thứ năm liên tiếp của cô xuất hiện trên top 5 của bảng xếp hạng này, nhưng cũng là sản phẩm có doanh số tuần đầu thấp nhất trong sự nghiệp của Lavigne. Nó cũng đạt vị trí thứ 2 tại Nhật Bản ngay khi ra mắt, bán được 47.873 bản, cũng là nơi có doanh số tuần đầu cao nhất của album. Trên thế giới, album có sức lan tỏa vừa phải trên các bảng xếp hạng khi lọt vào top 10 ở hơn 12 quốc gia, trong khi đạt vị trí số một tại Trung Quốc và Đài Loan.
Ba đĩa đơn đã được phát hành từ album trên toàn thế giới. Đĩa đơn đầu tiên, "Here's to Never Growing Up", đã lọt vào top 20 bảng xếp hạng đĩa đơn ở Úc, Canada, Vương quốc Anh và Mỹ. Đĩa đơn thứ hai, "Rock n Roll", lại đạt được thành công khiêm tốn hơn, trong khi đĩa đơn thứ ba, "Let Me Go" thu được thành công đáng kể tại Canada. Lavigne cũng phát hành một video gây tranh cãi để quảng bá cho đĩa đơn chỉ phát hành tại Nhật Bản "Hello Kitty". Để quảng bá cho album, Lavigne đã bắt tay vào thực hiện tour diễn thứ năm trong sự nghiệp của cô, Avril Lavigne On Tour.

## Danh sách bài hát
| STT              | Nhan đề                                 | Sáng tác                                                                          | Sản xuất                                                               | Thời lượng |
| ---------------- | --------------------------------------- | --------------------------------------------------------------------------------- | ---------------------------------------------------------------------- | ---------- |
| 1.               | "Rock n Roll"                           | Avril Lavigne Chad Kroeger David Hodges Peter Svensson Rickard B Göransson J Kash | Svensson Göransson Martin Johnson Kyle Moorman [a] Brandon Paddock [a] | 3:27       |
| 2.               | "Here's to Never Growing Up"            | Lavigne Kroeger Hodges J Kash Johnson                                             | Johnson Moorman [a] Paddock [a]                                        | 3:35       |
| 3.               | "17"                                    | Lavigne J Kash Johnson                                                            | Johnson Moorman [a] Paddock [a]                                        | 3:24       |
| 4.               | "Bitchin' Summer"                       | Lavigne Kroeger Hodges Matt Squire J Kash                                         | Squire Kroeger                                                         | 3:31       |
| 5.               | "Let Me Go" (hợp tác với Chad Kroeger)  | Lavigne Kroeger Hodges                                                            | Kroeger Hodges                                                         | 4:27       |
| 6.               | "Give You What You Like"                | Lavigne Kroeger Hodges                                                            | Kroeger Hodges                                                         | 3:45       |
| 7.               | "Bad Girl" (hợp tác với Marilyn Manson) | Lavigne Kroeger Hodges                                                            | Kroeger Hodges                                                         | 2:55       |
| 8.               | "Hello Kitty"                           | Lavigne                                                                           | Johnson Moorman [a] Paddock [a] Hodges [b] Kroeger [b]                 | 3:16       |
| 9.               | "You Ain't Seen Nothin' Yet"            | Lavigne                                                                           | Chris Baseford Kroeger                                                 | 3:14       |
| 10.              | "Sippin' on Sunshine"                   | Lavigne Kroeger Hodges J Kash Johnson                                             | Johnson Moorman [a] Paddock [a]                                        | 3:29       |
| 11.              | "Hello Heartache"                       | Lavigne Hodges                                                                    | Hodges                                                                 | 3:49       |
| 12.              | "Falling Fast"                          | Lavigne                                                                           | Kroeger                                                                | 3:13       |
| 13.              | "Hush Hush"                             | Lavigne Hodges                                                                    | Hodges                                                                 | 3:59       |
| Tổng thời lượng: | Tổng thời lượng:                        | Tổng thời lượng:                                                                  | Tổng thời lượng:                                                       | 45:59      |

| Bonus track phiên bản Target | Bonus track phiên bản Target | Bonus track phiên bản Target                     | Bonus track phiên bản Target |
| STT                          | Nhan đề                      | Sáng tác                                         | Thời lượng                   |
| ---------------------------- | ---------------------------- | ------------------------------------------------ | ---------------------------- |
| 14.                          | "Rock n Roll" (acoustic)     | Lavigne Svensson Goransson J Kash Kroeger Hodges | 3:24                         |

| Phiên bản Tour tại Nhật Bản / Đài Loan / Trung Quốc bonus tracks | Phiên bản Tour tại Nhật Bản / Đài Loan / Trung Quốc bonus tracks | Phiên bản Tour tại Nhật Bản / Đài Loan / Trung Quốc bonus tracks | Phiên bản Tour tại Nhật Bản / Đài Loan / Trung Quốc bonus tracks |
| STT                                                              | Nhan đề                                                          | Sáng tác                                                         | Thời lượng                                                       |
| ---------------------------------------------------------------- | ---------------------------------------------------------------- | ---------------------------------------------------------------- | ---------------------------------------------------------------- |
| 14.                                                              | "Rock n Roll" (acoustic)                                         | Lavigne Svensson Goransson J Kash Kroeger Hodges                 | 3:24                                                             |
| 15.                                                              | "Bad Reputation" (Cover của Joan Jett)                           | Ritchie Cordell Joan Jett Marty Joe Kupersmith Kenny Laguna      | 2:42                                                             |
| 16.                                                              | "How You Remind Me" (Cover của Nickelback)                       | Kroeger                                                          | 4:06                                                             |

| Bonus DVD phiên bản đặc biệt Asian Tour | Bonus DVD phiên bản đặc biệt Asian Tour                | Bonus DVD phiên bản đặc biệt Asian Tour |
| STT                                     | Nhan đề                                                | Thời lượng                              |
| --------------------------------------- | ------------------------------------------------------ | --------------------------------------- |
| 1.                                      | "Here's To Never Growing Up" (Video ca nhạc)           | 3:45                                    |
| 2.                                      | "Rock n Roll" (Video ca nhạc)                          | 5:01                                    |
| 3.                                      | "Let Me Go (hợp tác với Chad Kroeger)" (Video ca nhạc) | 5:06                                    |

| Bouns Dics phiên bản China Tour | Bouns Dics phiên bản China Tour    | Bouns Dics phiên bản China Tour |
| STT                             | Nhan đề                            | Thời lượng                      |
| ------------------------------- | ---------------------------------- | ------------------------------- |
| 1.                              | "Let Me Go" (Phiên bản trên Radio) | 3:59                            |
| 2.                              | "Let Me Go" (Phiên bản chính)      | 4:27                            |
| 3.                              | "Let Me Go" (Không lời)            | 4:27                            |

Lưu ý
- ^[a]  nghĩa là tham gia sản xuất
- ^[b]  nghĩa là tham gia sản xuất giọng hát

## Xếp hạng và chứng nhận
| Bảng xếp hạng (2013)                         | Vị trí cao nhất |
| -------------------------------------------- | --------------- |
| Argentine Monthly Albums (CAPIF)             | 10              |
| Album Úc (ARIA)                              | 7               |
| Album Áo (Ö3 Austria)                        | 9               |
| Album Bỉ (Ultratop Vlaanderen)               | 36              |
| Album Bỉ (Ultratop Wallonie)                 | 38              |
| Album Canada (Billboard)                     | 4               |
| Album Trung Quốc (Sino Chart)                | 1               |
| Album Đan Mạch (Hitlisten)                   | 31              |
| Album Hà Lan (Album Top 100)                 | 23              |
| Album Phần Lan (Suomen virallinen lista)     | 37              |
| Album Pháp (SNEP)                            | 30              |
| Album Đức (Offizielle Top 100)               | 15              |
| Album Hy Lạp                                 | 23              |
| Album Hungaria (MAHASZ)                      | 31              |
| Album Ireland (IRMA)                         | 20              |
| Album Ý (FIMI)                               | 8               |
| Album Nhật Bản (Oricon)                      | 2               |
| Japan (Billboard)                            | 2               |
| Mexican Albums (AMPROFON)                    | 26              |
| Album New Zealand (RMNZ)                     | 8               |
| Album Na Uy (VG-lista)                       | 19              |
| Album Ba Lan (ZPAV)                          | 28              |
| Album Nga (2M)                               | 9               |
| Album Scotland (OCC)                         | 16              |
| South Korea (Gaon Album Chart)               | 8               |
| South Korea (Gaon International Album Chart) | 2               |
| Album Tây Ban Nha (PROMUSICAE)               | 11              |
| Album Thụy Sĩ (Schweizer Hitparade)          | 8               |
| Album Thụy Điển (Sverigetopplistan)          | 39              |
| Taiwan Albums Chart (G-Music)                | 2               |
| Taiwan International Albums Chart (G-Music)  | 1               |
| Album Anh Quốc (OCC)                         | 14              |
| Album Anh Quốc Digital (OCC)                 | 8               |
| Album Hoa Kỳ Billboard 200                   | 5               |
| Album Hoa Kỳ Digital (Billboard)             | 4               |

| Bảng xếp hạng (2013)             | Vị trí cao nhất |
| -------------------------------- | --------------- |
| Argentine Monthly Albums (CAPIF) | 10              |

| Bảng xếp hạng (2013) | Vị trí |
| -------------------- | ------ |
| Brasil               | 30     |
| Album Nhật Bản       | 53     |
| Album Hàn Quốc       | 35     |
| Album Đài Loan       | 9      |

| Quốc gia                                                                                              | Chứng nhận | Số đơn vị/doanh số chứng nhận |
| --- | ---------- | ----------------------------- |
| Canada (Music Canada)                                                                                 | Vàng       | 40.000^                       |
| Nhật Bản (RIAJ)                                                                                       | Vàng       | 100.000^                      |
| México (AMPROFON)                                                                                     | Vàng       | 30.000‡                       |
| Anh Quốc (BPI)                                                                                        | Bạc        | 60.000‡                       |
| Hoa Kỳ (RIAA)                                                                                         | Vàng       | 500.000‡                      |
| ^ Chứng nhận dựa theo doanh số nhập hàng. ‡ Chứng nhận dựa theo doanh số tiêu thụ và phát trực tuyến. |            |                               |

## Giải thưởng và đề cử
| Năm  | Giải thưởng                  | Hạng mục                     | Kết quả |
| ---- | ---------------------------- | ---------------------------- | ------- |
| 2013 | Giải thưởng Âm nhạc Thế giới | Album xuất sắc nhất thế giới | Đề cử   |
| 2015 | Giải thưởng Juno             | Album Pop                    | Đề cử   |

## Lịch sử phát hành
| Nước           | Ngày                | Nhãn                |
| -------------- | ------------------- | ------------------- |
| Úc             | 1 tháng 11 năm 2013 | Sony Music          |
| Đức            | 1 tháng 11 năm 2013 | Sony Music          |
| Vương quốc Anh | 4 tháng 11 năm 2013 | Epic                |
| Mỹ             | 5 tháng 11 năm 2013 | Epic                |
| Đài Loan       | 5 tháng 11 năm 2013 | Sony Music Taiwan   |
| Nhật Bản       | 6 tháng 11 năm 2013 | Sony Music Japan    |
| Thái Lan       | 6 tháng 11 năm 2013 | Sony Music Thailand |
| Trung Quốc     | 3 tháng 12 năm 2013 | Sony Music China    |